# Auguste Voisin (historien)
Pour les articles homonymes, voir Auguste Voisin.
Auguste Voisin (1800-1843) est un historien français, bibliothécaire et professeur d'université à Gand.

## Vie
Voisin nait à Pernes-lès-Boulogne le 9 mars 1800 et fait ses études au Collège royal de Gand puis à l'Université de Gand, où il obtient son doctorat en 1824. De 1825 à 1830, il enseigne la rhétorique dans une école de Courtrai et devient en 1830 professeur particulier à Gand. Il enseigne ensuite la littérature grecque à l'université et, le 13 avril 1836, est nommé bibliothécaire universitaire. Il recatalogue la collection de droit de l'université ainsi que la bibliothèque privée du bibliophile Charles van Hulthem (1764-1832), achetée en 1837 par la Bibliothèque royale de Belgique comme cœur de sa collection.
De 1834 à 1838, il est secrétaire permanent de la Société des Beaux-Arts et de Littérature de Gand, puis devient secrétaire adjoint de l'Académie royale de Peinture de Gand. Le 15 décembre 1837, il est élu membre correspondant de l'Académie royale des sciences, des lettres et des beaux-arts de Belgique et, en 1840, il est nommé professeur extraordinaire à l'université. Il fait partie du comité de rédaction qui lance en 1839 le Messager des sciences historiques. Il meurt d'une hémorragie cérébrale alors qu'il dînait chez un ami à Gand le 4 février 1843 et est enterré trois jours plus tard.

## Publications
- Guide des voyageurs dans la ville de Gand, ou Notice historique sur cette ville, ses monuments et ses hommes célèbres (Gand, Vandekerckhove, 1826)[4] ; éditions ultérieures en 1831 et 1838.
- La bataille de Woeringen : récit historique (Bruxelles, Société des Beaux-Arts, 1839)[5]